# Omphalophana durnalayana
Omphalophana durnalayana är en fjärilsart som beskrevs av Ludwig Osthelder 1933. Omphalophana durnalayana ingår i släktet Omphalophana och familjen nattflyn. Inga underarter finns listade i Catalogue of Life.